# Football Manager 2010
Football Manager 2010 (также Football Manager 10, или FM10) — компьютерная игра, симулятор футбольного менеджмента, часть серии Football Manager. Игра разработана компанией Sports Interactive, выпущена Sega.Релиз игры состоялся 30 октября 2009 года на платформы Windows, Mac OS X, Linux и Playstation Portable.Он также доступен для цифровой загрузки в Steam и iOS. Демоверсия игры была выпущена 14 октября 2009 года.
Это первый релиз в серии, который будет продаваться под именем Football Manager по всему миру. Предыдущие североамериканские версии продавались как Worldwide Soccer Manager.

## Геймплей
В этой части серии доработан 3D-движок, впервые представленный в Football Manager 2009. Увеличено количество анимаций, стадионов. Была добавлена возможность «кричать» с боковой линии, чтобы изменить тактику и настрой.
Также обновлён редактор базы данных, теперь в нём можно добавлять новые лиги в базу игры, менять правила в действующих лигах, добавлять новые дивизионы и т.д. Например, пользователи могут полностью воспроизвести английскую систему лиги вплоть до самого низкого уровня (до 20 уровня), создать лигу для какой-либо страны или даже совершенно новую лигу, например, «суперлигу».
В Football Manager 2010 стала доступна смена погоды. Теперь на матче может разразиться дождь, способный повлиять на игру спортсменов. Кроме того, в этой части появилась возможность подписываться только на те новости, которые интересны игроку, и отписываться от остальных во избежание спама. Подверглась доработке тактическая составляющая управления командой, появился параметр «философия игры». Этот параметр влияет на степень свободы игроков, задавая необходимую тактику.
Разработчики ясно дали понять, что некоторые функции будут храниться в секрете и станут известными только при выходе демо и полной версии игры, как это было в случае с последними выпусками серии.
Всего в игре 51 играбельных наций и 117 лиг.

## Демо
Демонстрация была выпущена в двух вариантах: «Vanilla», которая была урезанной версией с ограниченным числом игроков; И "Strawberry", которая была полноценной игрой с большинством функций, которые были бы в финальной игре. Обе версии демо были ограничены половиной сезона геймплея. Была выпущена 14 октября 2009 года.
Обе версии демо доступны также для OS X.

## Критика
| Сводный рейтинг | Сводный рейтинг |
| Агрегатор       | Оценка          |
| --------------- | --------------- |
| GameRankings    | 88,20 %         |

Football Manager 2010 был положительно принят, получив на Metacritic в среднем 87%.
IGN UK сделала вывод, что: «FM2010 - это не эволюционный шаг в серии, а просто невероятно хорошо продуманное обновление».